# Mansour May
Mansour May, egiptovska lokostrelka, * 28. oktober 1984.
Sodelovala je na lokostrelskem delu poletnih olimpijskih igrah leta 2004, kjer je osvojila 64. mesto v individualni konkurenci.